# Ідді-ілум
Ідді-ілум (Іддін-Ілум, Ідін'ел) (аккад. 𒄿𒋾𒀭; д/н — бл. 2085 до н. е.) — шаканаку (військовий намісник) Трього царства Марі близько 2090—2085 років до н. е.

## Життєпис
Походив з роду спадкових шаканаку (військових намісників) Марі. Був якимось родичем лугалю Апілкін. Захопив близько 2090 року до н. е. владу після смерті останнього або поваливши того за підтримки Шульгі, царя Уру. Відмовився від титулу лугаля (царя), ставши йменувати себе лише шаканаку.
Про його панування обмаль відомостей. Його статуя з жировика без голови була виявлена в царському палаці Марі. Статуя має напис, що ідентифікує фігуру і присвячує її богині Інанні. Тепер зберігається в музеї Лувр (Париж, Франція).
Ймовірно, не зміг тривалий час втриматися при владі, був повалений синами Апілкіна, з яких старший — Ілі-Ішар — став лугалем Марі.